# Omophoita cyanipennis
Omophoita cyanipennis är en skalbaggsart som först beskrevs av Fabricius 1798.  Omophoita cyanipennis ingår i släktet Omophoita och familjen bladbaggar.

## Underarter
Arten delas in i följande underarter:
- O. c. cyanipennis
- O. c. octomaculata